# 岬町
岬町（みさきちょう）は、大阪府泉南地域に位置する町。泉南郡に属しており、1955年（昭和30年）に深日町、多奈川町、淡輪村、孝子村が合併して誕生した。

## 地理
大阪府の最南端に位置しており、南から西にかけて和泉山脈によって和歌山県、東は阪南市と接し、北は大阪湾に面している。対岸に淡路島を望み、古くから紀伊国や淡路国・四国へ渡る南海道の交通の要衝であった。
- 山：和泉山脈
- 河川：番川、大川、東川、西川
- 海：大阪湾（古名を「茅淳（ちぬ）の海」）大阪府内で唯一残る長松自然海浜がある。

### 隣接している自治体
- 阪南市
- 和歌山県和歌山市

## 歴史
- 太閤検地により淡輪・深日・孝子・谷川・東畑・西畑・小島の7ヶ村が成立する。
- 1889年（明治22年）4月1日：町村制施行により、日根郡淡輪村、深日村、孝子村、多奈川村が発足する。なお、淡輪村・深日村・孝子村は町村制以前の枠組みのまま単独で、多奈川村は谷川村・東畑村・西畑村・小島村が合併し成立した。
- 1896年（明治29年）4月1日：泉南郡が成立する。
- 1903年（明治36年）3月21日：南海鉄道が現在の町域に開通（難波 - 和歌山市）し、深日駅が設置される。
- 1943年（昭和18年）2月11日：泉南郡深日村が町制を施行し、泉南郡深日町となる。
- 1943年（昭和18年）3月10日：泉南郡多奈川村が町制を施行し、泉南郡多奈川町となる。
- 1944年（昭和19年）5月31日：南海多奈川線が開通する。深日駅の旅客営業が廃止される（のちに廃駅）。
- 1949年（昭和24年）：深日港から淡路島への航路が開設される。
- 1955年（昭和30年）4月1日：泉南郡深日町・多奈川町・淡輪村・孝子村が合併し、泉南郡岬町が誕生する。
- 1999年（平成11年）：深日港から淡路島への航路が廃止される。
- 2021年（令和3年）4月1日：大阪府内の町では初、全市町村では千早赤阪村に次いで2番目の過疎地域に指定される。

### 合併をめぐる議論
平成の大合併をめぐる議論が提起され法定協議会が設置されたが破談となった。
- 2001年（平成13年）：泉州南広域行政研究会を設置（泉南市、阪南市、岬町の2市1町）
- 2002年（平成14年）：泉州南広域行政研究会を設置（泉佐野市、田尻町が加入し、3市2町）。
- 2003年（平成15年）：泉州南合併協議会を設置、2005年9月に5市町で合併し新市名を「南泉州市」とすることで合意。
- 2004年（平成16年）：泉佐野市を除く4市町で住民投票実施、岬町のみ賛成多数となるが他の3市町では合併反対が多数を占める。この結果を受け、泉州南合併協議会は解散し合併構想は白紙撤回される。

## 地域

### 人口
平成27年国勢調査により前回調査からの人口増減をみると、8.97％減の15,938人であり、増減率は府下43市町村中40位、72行政区域中69位。
| |                                      |  |
| 岬町と全国の年齢別人口分布（2005年） | 岬町の年齢・男女別人口分布（2005年） |  |
| ■紫色 ― 岬町 ■緑色 ― 日本全国 | ■青色 ― 男性 ■赤色 ― 女性            |  |
| 岬町（に相当する地域）の人口の推移 \| 1970年（昭和45年） \| 20,684人 \| \| \| 1975年（昭和50年） \| 22,423人 \| \| \| 1980年（昭和55年） \| 22,864人 \| \| \| 1985年（昭和60年） \| 22,326人 \| \| \| 1990年（平成2年） \| 21,560人 \| \| \| 1995年（平成7年） \| 20,812人 \| \| \| 2000年（平成12年） \| 19,789人 \| \| \| 2005年（平成17年） \| 18,504人 \| \| \| 2010年（平成22年） \| 17,504人 \| \| \| 2015年（平成27年） \| 15,938人 \| \| \| 2020年（令和2年） \| 14,741人 \| \| |                                      |  |
| 総務省統計局 国勢調査より |                                      |  |
| 1970年（昭和45年） | 20,684人                             |  |
| 1975年（昭和50年） | 22,423人                             |  |
| 1980年（昭和55年） | 22,864人                             |  |
| 1985年（昭和60年） | 22,326人                             |  |
| 1990年（平成2年） | 21,560人                             |  |
| 1995年（平成7年） | 20,812人                             |  |
| 2000年（平成12年） | 19,789人                             |  |
| 2005年（平成17年） | 18,504人                             |  |
| 2010年（平成22年） | 17,504人                             |  |
| 2015年（平成27年） | 15,938人                             |  |
| 2020年（令和2年） | 14,741人                             |  |

## 行政

### 町長
- 町長：田代堯（たしろ たかし） (2009.10.9 - )

### 町議会
- 定数：12名
- 任期：2027年（令和9年）4月30日まで
- 議長：竹原伸晃（大阪維新の会）
- 副議長：松尾匡（無所属）

| 会派名（所属）             | 議席数 | 議員名                                                |
| -------------------------- | ------ | ----------------------------------------------------- |
| 大阪維新の会岬町議会議員団 | ２     | 谷﨑整史、竹原伸晃                                    |
| 自民 岬                    | ２     | 奥野学、道工晴久                                      |
| 公明党                     | 1      | 坂原正勝                                              |
| 日本共産党                 | 1      | 中原晶                                                |
| 無会派                     | 6      | 大里武智、松尾匡、早川良、谷地泰平、出口実、 瀧見明彦 |

※2023年5月10日現在。

### 衆議院
- 選挙区：大阪府第19区 （貝塚市・泉南市・阪南市・泉南郡）
- 任期：2021年（令和3年）10月31日- （「第49回衆議院議員総選挙」参照）

| 議員名   | 党派名       | 当選回数 | 備考     |
| -------- | ------------ | -------- | -------- |
| 伊東信久 | 日本維新の会 | 3        | 選挙区   |
| 谷川とむ | 自由民主党   | 3        | 比例復活 |

## 経済

### 産業
- 漁業
- 農業
- 林業
- 瓦の生産（「谷川瓦」の名で有名となった）

### 金融・郵便
町内には池田泉州銀行・紀陽銀行・JA大阪泉州の支店がある。

#### 郵便局
岬町内の郵便番号は「599-03xx」（岬郵便局が集配を担当）である。
- 岬郵便局（淡輪） - 集配局、ゆうちょ銀行ATMのホリデーサービス実施局（2019年1月現在）
- 岬深日郵便局（深日）
- 岬多奈川郵便局（多奈川谷川）
- 岬淡輪郵便局（淡輪）
- 岬緑ケ丘郵便局（深日）
- 岬孝子簡易郵便局（孝子）

## 教育
- 大阪府立岬高等学校
- 岬町立岬中学校
- 岬町立多奈川小学校
- 岬町立深日小学校
- 岬町立淡輪小学校

## 交通

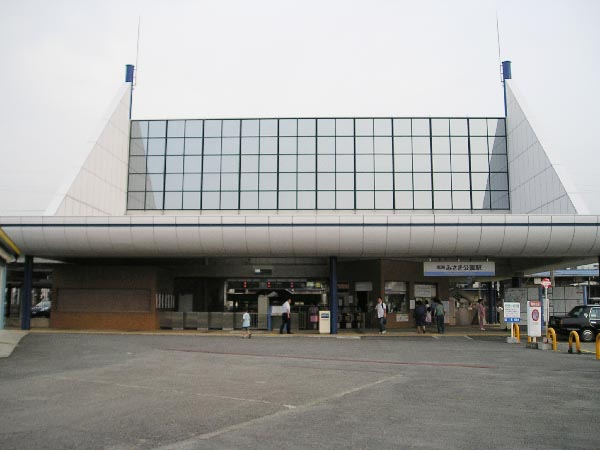
みさき公園駅

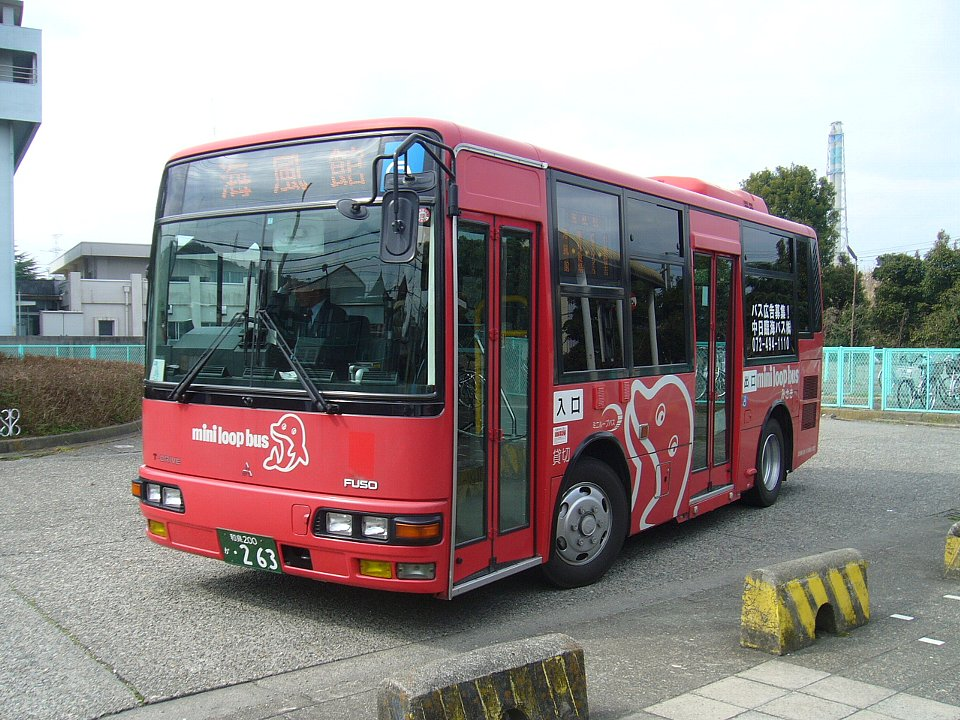
ミニループバスみさき

### 空港
町内に空港は無い。なお、最寄りの空港は関西国際空港である。

### 鉄道
- 中心となる駅：みさき公園駅
- 南海電気鉄道
  - 南海本線
    - 淡輪駅 - みさき公園駅 - 孝子駅

  - 多奈川線 ※全線が町内に所在している。
    - みさき公園駅 - 深日町駅 - 深日港駅 - 多奈川駅

### 路線バス
かつて南海電気鉄道（のちに南海ウイングバス南部）が路線バスを運行していたが不採算路線のため撤退し、2001年4月から町内巡回バス「ミニループバスみさき」を運行している。

### 道路
- 国道26号（第二阪和国道・淡輪ランプ - 孝子ランプ間）
- 大阪府道752号和歌山阪南線
- 大阪府道65号岬加太港線

#### 道の駅
- とっとパーク小島
- みさき

### 港湾
- 深日港（深日漁港、地方港湾）

本四架橋以前は淡路島や四国への航路があったが廃止された。近年では町および兵庫県洲本市などが洲本航路の復活を目指す取り組みを進めており、社会実験航路として高速旅客船「深日洲本ライナー」が期間を定めて運航されている。
- 淡輪漁港
- 深日漁港
- 小島漁港

## 名所・旧跡・観光スポット・祭事・催事
名勝・公園
- 淡輪遊園
- せんなん里海公園
  - 淡輪海水浴場（ときめきビーチ） - 南海淡輪駅下車徒歩12分。
- 飯盛山 - 飯盛山城があったとされる。

施設
- 府立青少年海洋センター・淡輪ヨットハーバー・せんなん里海公園
- みさき公園 - 遊園地としては2020年3月末をもって閉園。用地の一部を岬町が整備し公園とする予定。
- 船守神社
- 興善寺 - 天台宗の寺院。仁寿2年（852年）、文徳天皇の勅願により創建と伝わる。本尊大日如来坐像は国の重要文化財に指定。

旧跡等
- 淡輪遺跡
- 西陵古墳、淡輪ニサンザイ古墳、そのほかの古墳群
- 橘逸勢父娘や和泉式部の伝承
- 「黒崎の松原」（紀貫之の『土佐日記』）
- 淡輪城跡 - 淡輪氏の居城。淡輪駅の北東の西行寺近くの私有地に石碑がある。
- 深日駅跡・小島自然海浜・ピアッツァ5

## 出身有名人
- 黒獅子勇蔵（元大相撲力士）
- 南出雅之（テレビ宮崎嘱託アナウンサー）
- 常石勝義（元JRA騎手、馬術競技選手）
- 明松功（フジテレビ社員、元プロデューサー）
- 青木源太(フリーアナウンサー、元日本テレビアナウンサー)